# Legio X Gemina
Legio X Gemina (X легіон Близнюків) — римський легіон. Інша назва Legio X Equestris (Вершників). Мав прізвисько Pia Fidelis.

## Історія
Створено у 58 році до н. е. Гаєм Юлієм Цезарем під час підкорення Галлії. Того ж року відзначився у військовій кампанії проти вождя германців Аріовіста. У 57 році до н. е. був при підкоренні племені нервіїв. У 55 році був під час другого походу Цезаря до Британії, де особливо відзначився. У 52 році до н. е. при Герговії разом з іншими підрозділами зазнав поразки від галлів на чолі із Верцингеторіксом.
У 49 році до н. е. підтримав Цезаря у боротьбі із Помпеєм. Бився з помпеянцями при Ілерді (Іспанія) у 49 році до н.е, Діррахіумі та Фарсалі (Фессалія) 48 року до н. е., Тапсі (Африка) 46 року до н. е.,при Мунді (Іспанія) 45 року до н. е. Того ж року Цезар вивів ветеранів до Колонії Нарбона Мартій (сучасне м. Нарбонн, південна Франція) у провінції Нарбонська Галлія.
Після вбивства Цезаря у 44 році до н. е. легіон перейшов на бік Лепіда та Марка Антонія. У 42 році до н. е. бився при Філіппах проти республіканців. Після цього підпорядковувався Антонію. разом з ним перебазувався у східні провінції. З 36 до 34 року до н. е. був у складі армії Марка Антонія під час походу проти парфян і Вірменії. Був у битві при Акціумі у 31 році до н. е.
У 30 році до н. е. за наказом Октавіана Августа спрямований до провінції Тарраконська Іспанія. У 29-19 роках до н. е. брав участь у війні з кантабрами. Після цього розміщений в землях кантабрійського племені астурів — у м. Петавоній (сучасне м. Росінос де Відріалес). У 25 році до н. е. ветерани розміщені у колоніях Емеріта Августа (сучасне м. Мерида) та Цезар Августа (сучасне м. Сарагосса). Легіонери облаштовували Via Augusta. Стояв у Іспанії за наступних імператорів включно до періоду володарювання Нерона.
У 63 році за імператора Нерона легіон перебазовано до Карнуту (провінція Паннонія). У 69 році за наказом імператора Гальби повернувся до Іспанії. Того ж року, за словами Тацита, його ледь не відправили до Мавретанії битися з повстанням прокуратора Лукцея Альбіна, але смерть цього намісника зробила його втручання непотрібним. Після битви при Кремоні він, як і інші легіони Іспанії, без зволікання визнав Веспасіана. У 70 році спрямований на придушення батавського повстання. Згодом служив у провінції Нижня Германія, перебуваючи у м. Аренак (сучасне м. Арнем).
З 71 до 104 року легіон стояв в Оррідум Батаворум (сучасне м. Неймеген, Нідерланди), охороняючи землі в районі поєднання річок Рейна та Маасу. За цей час табір легіону переріс у містечко. Було збудовано цегляний завод, численні мости, канали, греблі та шляхи. Зведено потужний форт Лугдунум Батаворум (сучасне м. Лейден). З'явилися численні копальні. Економічний підйом в цій місцині пов'язано з надійним захистом, що забезпечував цей легіон на цьому кордоні Римської імперії. У 89 році брав участь у придушенні повстання Луція Антонія Сатурніна.
У 104 році легіон перебазовано до Аквінку (сучасне м. Будапешт). Вексилярії легіону за часи імператора Траяна брали участь у Другій війні проти даків у 105—106 роках, зокрема у Другій битві при Тапах. З 114 року розташовується у Віндобоні (сучасне м. Відень), окремі підрозділи стояли уздовж Дунаю. Легіон брав участь у придушенні третього юдейського повстання 132—136 років. За наказом Антоніна Пія вексилярії легіону допомагали місцевим військам у придушенні мавританських племен. У 162—166 роках частина легіону була у складі армії імператора Луція Вера під час війни із Парфією. У 166–180 роках під час Маркоманських війн легіон діяв проти племені квадів, союзників маркоманів.
У 193 році підтримав Септимія Севера, якому допоміг здолати Песценнія Нігера. Частина легіону увійшла до преторіанської гвардії. За імператорів Каракалли, Макріна, Елагабала, Максиміна Фракійця, Олександра Севера, Гордіана III, Філіппа Араба, Деція, Валеріана, тобто з 211 до 260 року, легіон стояв табором у Віндобоні. Надав допомогу імператору Галлієну (260–268) у боротьбі з Постумом, володарем Галльської імперії.
За імператора Валентиніана I зміцнював кордони на Дунаї. Водночас діяв проти сарматського племені язигів та германського — квадів. За наступних імператорів діяв на цьому напрямку, забезпечуючи кордони імперії. У 395 році легіон було поділено на три частини: тилові підрозділи у Віндобоні (підкорявся дуксу провінції Паннонія Пріма і Норік), liburnarii (корабельні легіонери) в Аррабоні та загін, який став legio comitatensis, на Сході. Останні згадки про легіон датуються початком V століття.